# Peter Schellenbaum
Peter Schellenbaum (* 30. April 1939 in Winterthur; † 25. Mai 2018 in Locarno) war ein Schweizer Psychoanalytiker und Sachbuchautor, der die psychotherapeutische Methode der Psychoenergetik (auch: Leib-Psychotherapie) begründete, welche eine konsequente Integration von psychischen und körperlichen Prozessen anstrebt.

## Leben
Peter Schellenbaum wächst als zweitältestes Kind unter sieben Geschwistern in der deutschschweizer Stadt Winterthur auf. Er studiert katholische Theologie in Rom und promoviert mit einer Arbeit über die Christologie des Teilhard de Chardin in Lyon bei Henri de Lubac, Vorreiter der Nouvelle Theologie und Experte für das Werk von Teilhard de Chardin. 1965 wird er in Chur zum katholischen Priester geweiht. Anschliessend wirkt er unter anderem als Studentenpfarrer in München. 1975 legt er das Priesteramt ab. 1976 nimmt er eine Ausbildung in Analytischer Psychologie am C.G.-Jung-Institut in Zürich auf. 1979 schreibt er seine Diplomarbeit zur Homosexualität bei Männern. Kurz darauf wird er zum Studienleiter am C.G.-Jung-Institut berufen.
1985 überlebt Schellenbaum einen lebensbedrohlichen Riss der Aorta, was seine Einstellung zu grundlegenden Lebensfragen und zur Psychotherapie stark beeinflusst. Zur inhaltlich-gedanklichen Strukturierung tritt die Aufmerksamkeit für die Lebensenergie in ihren vielfältigen Formen. Schellenbaum gibt die Studienleitung im C.G.-Jung-Institut ab und verlagert seine Tätigkeit zunehmend in eine eigene Praxis. Von 1992 bis 2014 betreibt er ein Ausbildungs- und Therapieinstitut in Orselina/Locarno (Schweiz), wo er nebst Gruppentherapiewochen Ausbildungsgänge in der von ihm entwickelten Psychoenergetik anbietet. Schellenbaum verstirbt nach längerer Krankheit am 25. Mai 2018 in Locarno.
Er war mit Heike Scheel-Roche verheiratet († 3. März 2024).

## Werk und therapeutische Arbeitsweise
Die ersten drei Monographien von Schellenbaum befassen sich mit den Themen Homosexualität des Mannes (1980), Stichwort: Gottesbild (1981) und mit Paarbeziehungen (Das Nein in der Liebe, 1984). Trotz der unterschiedlichen Schwerpunkte kreisen alle drei Bücher um die Bedeutung der Spiegelkommunikation, von Schellenbaum ab 1984 als Leitbildspiegelung bezeichnet. Anknüpfend an die Werke von Teilhard de Chardin, C.G.Jung und Martin Buber misst er dem Beziehungsgeschehen zwischen Menschen, aber auch zwischen Menschen und Leitbildern (z. B. in Form von Gottesbildern) eine zentrale Bedeutung für den anzustrebenden, auf das je eigene Entwicklungspotenzial der Beteiligten gerichteten Wandel bei. Dazu gehört auch die Abgrenzung, das Nein zu Abhängigkeit, Verschmelzung oder Fixierung.
In den folgenden sechs Monographien entwickelt Schellenbaum den Kern der Psychoenergetik, mit der er sowohl therapeutisches Geschehen als auch alltägliche Lebenspraxis anspricht: In Abschied von der Selbstzerstörung (1987) und Die Wunde der Ungeliebten (1988) steht die Energieerfahrung als Leitspur des therapeutischen Geschehens im Zentrum. Der Begriff der Psychoenergetik als eine «Psychologie der Bewegung» wird eingeführt. Die therapeutische Form des Spontanrituals wird in Nimm deine Couch und geh! (1992) entwickelt und in Verbindung gebracht mit dem Begriff der Resonanz, der weit über Projektionen und (Gegen-)Übertragungen hinausweist. Das heilende Geschehen kann sich dabei nur von dem Selbstinitianten aus – so nennt Schellenbaum die Therapieklienten – entfalten. Die und der Therapierende sind Geburtshelfer, die sich unter anderem von den Energiesignalen der Selbstinitianten leiten lassen. Energiesignale sind zunächst meist unbewusste, energetisch geladene körperliche Äusserungen, die einen Impuls zum Ausbruch aus seelischen Blockaden hin zu einem neuen Geschehen ausdrücken. In Aggression zwischen Liebenden (1994) erläutert Schellenbaum das Konzept des Spürbewusstseins, einer wachen, nicht wertenden Eigenwahrnehmung des Leiblich-Körperlichen, das – auch ausserhalb von therapeutischen Settings – entscheidend dazu beitragen kann, mentale und emotionale Blockaden aufzulösen und Energiesignale selbst aufzuspüren. Die Spur des verborgenen Kindes (1996) spannt den Bogen von – oft nicht konkret erinnerbaren – frühkindlichen Erfahrungen bis zu den Mythen göttlicher Kinder, die in ihrer Unverstelltheit das Drängen in die eigene Entwicklung symbolisieren. In Träum dich wach! (1998) entwickelt Schellenbaum einen psychoenergetisch-therapeutischen Ansatz in der Arbeit mit erinnertem Traumgeschehen, zum Beispiel in Spontanritualen. Die letzte Monographie Im Einverständnis mit dem Wunderbaren (2000) kreist um die mythische Dimension der energetischen Erfahrung des Wandels im Zusammenhang mit den lebenszyklischen Themen Geburt, Berufung, Liebe, Gott und Tod.
«Psychoenergetik führt zur Erfahrung und Einsicht, dass alles – wirklich alles – was ein Mensch gerade tut, sagt, in Bildern oder Gebärden ausdrückt, mag es noch so verschroben oder krank erscheinen, eine Energiequelle, seine einzige derzeitige Energiequelle bildet, sofern er es mit spürendem Bewusstsein tut, sagt, ausdrückt, also mit sich selbst einverstanden ist».

## Wirkung
Für Schellenbaum wirkt auch Sprache nicht nur intellektuell, sondern auch energetisch. Schon bei seinem dritten Buch lässt er sich beim Schreiben deshalb auch vom eigenen energetischen Geschehen leiten. Dadurch entfalten seine Schriften eine gleichzeitig intellektuelle und affektive Kraft, mit der er die Lesenden unmittelbar erreicht und die sich in teilweise beachtlichen Auflagen ausdrückt. Etliche seiner Bücher werden in verschiedene Sprachen übersetzt. Die energetische, offene Ausrichtung der Psychoenergetik erweist sich jedoch als Hindernis beim Versuch, seinem Werk eine systematisch geschlossene Form zu geben und diese unabhängig von der Person Schellenbaums als Therapieform zu verankern.
Schellenbaum bildet in seinem eigenen Institut rund 200 Personen in Psychoenergetik als Therapieform aus. Dabei integriert er auch Arbeitsformen aus andern Therapierichtungen (z. B. Psychodrama, Atemtherapie, Fokussing, Begegnungs- und Rollenspiele) und beeinflusst wiederum die Arbeitsweise vieler Therapeuten aus diesen andern Therapieformen. Die Absolventen der Ausbildung formieren sich in der Gesellschaft für Psychoenergetik GPE, die jährliche Tagungen organisiert und zeitweise ein eigenes Bulletin herausgibt. Die GPE löst sich 2016 auf; ein Teil der Aktivitäten wird vom Netzwerk Psychoenergie weitergeführt.

## Schriften (Auswahl)
- Homosexualität des Mannes. 1980, ISBN 3-463-02218-4. Überarbeitete Neuausgabe unter dem Titel Homosexualität im Mann. 1991, ISBN 3-466-30319-2
- Stichwort: Gottesbild. 1981, ISBN 3-7831-0641-9. Überarbeitete Neuauflage unter dem Titel Gottesbilder. 1996, ISBN 978-3-423-34079-3
- Das Nein in der Liebe. 1984, ISBN 3-7831-0754-7, ISBN 978-3-423-35023-5
- Wir sehen uns im Andern. 1986, ISBN 978-3-907038-08-6
- Abschied von der Selbstzerstörung. 1987, ISBN 3-423-15078-5, ISBN 3-423-35016-4
- Die Wunde der Ungeliebten. Blockierung und Verlebendigung der Liebe. 1988, ISBN 3-466-34206-6.
- Träum dich wach. 1988, ISBN 978-3-423-35156-0
- Tanz der Freundschaft. 1990, ISBN 978-3-423-35067-9
- Nimm deine Couch und geh! 1992, ISBN 978-3-423-35081-5
- Aggression zwischen Liebenden. 1994, ISBN 978-3-423-35109-6
- Die Spur des verborgenen Kindes. 1996, ISBN 3-455-08587-3, ISBN 3-423-35144-6
- Im Einverständnis mit dem Wunderbaren. 2000, ISBN 978-3-423-34015-1
- Die Energie des Lebens spüren. Wie Heilung geschieht. 2003, ISBN 978-3-451-05394-8